# Savannah (region)
Savannah er en af de nyeste regioner i Ghana og alligevel den største region i landet. Regionen er oprettet efter et andragende fra Gonjafolkets traditionelle råd, ledet af Yagbonwura Tumtumba Boresa Jakpa 1. Efter at have modtaget positive svar fra alle interessenter i den Northern (regionen, den blev udskilt fra), afholdt Brobbey-kommissionen (kommissionen, der havde til opgave at oprette de nye regioner), en folkeafstemning den 27. december 2018. Resultatet var et rungende ja på 99,7 %. Ghanas præsident  Nana Akufo-Addo underskrev og præsenterede oprettelsen i Accra den 12. februar 2019. Damongo blev hovedstad i den nye Savannah-region, der ligger i den nordlige del af landet. 
Savannah-regionen er opdelt i 7 distrikter; Bole, Central Gonja, North Gonja, East Gonja, Sawla/Tuna/Kalba, West Gonja, North East Gonja og 7 valgkredse. Hovedstaden i Bole-distriktet er Bole; East Gonja er Salaga; West Gonja-distriktet er Damango; Sawla Tun Kalba-distriktet er Salwa; Central Gonja er Buipe; North Gonja er Daboya; og North East Gonja er Kpalbe.

## Geografi

### Placering og størrelse
Savannah-regionen grænser mod nord til regionen Upper West og North East, mod vest til grænsen til Elfenbenskysten, mod syd til Bono og Bono East- regionerne. Savannah-regionen består af 7 distrikter.

## Klima og vegetation
Savannah-regionen er meget tørrere end de sydlige områder af Ghana på grund af dens nærhed til Sahel og Sahara. Vegetationen består hovedsageligt af græsarealer, især savanne med klynger af tørkebestandige træer som baobab og akacier. Mellem december og april er det tørtid. Regntiden er mellem omkring juli og november med en gennemsnitlig årlig nedbør på 750 til 1050 mm. De højeste temperaturer er i slutningen af den tørtiden, de laveste i december og januar. Den varme Harmattan- vind fra Sahara blæser hyppigt mellem december og begyndelsen af februar, og temperaturerne kan variere mellem 14 °C  om natten og 40 °C  i løbet af dagen.

## Turisme og natur
- Mole nationalpark
- Salaga slavemarked og brønde
- Bui nationalpark [7]
- Larabanga historiske moske [8]
- Wechiau Hippo Sanctuary [9]

## Demografi
Savannah-regionen har en lav befolkningstæthed, og ud over det officielle sprog, engelsk, taler de fleste indbyggere et sprog fra Oti-Volta, en  underfamilie i Niger-Congo sprogfamilien, såsom Gonja, Vagla, Dagbani, Mamprusi og Tampulma. Hovedparten af indbyggerne i Savanna-regionen identificerer sig som muslimer.

## Administrativ inddeling
Den politiske administration af regionen er gennem det lokale styresystem. Under dette administrationssystem er regionen opdelt i syv MMDA'er  (Metropolitan, municipal and district authority),  bestående af  2 kommunale og 5 ordinære forsamlinger. Hver distrikts-, kommunal- eller storbyforsamling administreres af en administrationschef, der repræsenterer centralregeringen, men som har beføjelser fra en forsamling ledet af et præsiderende medlem valgt blandt medlemmerne selv. Den aktuelle liste er som følger:
| # | Navn            | Hovedstad | Type       |
| - | --------------- | --------- | ---------- |
| 1 | Bole            | Bole      | Almindelig |
| 2 | Central Gonja   | Buipe     | Almindelig |
| 3 | Nordlige Gonja  | Daboya    | Almindelig |
| 4 | East Gonja      | Salaga    | Kommunal   |
| 5 | Nordøst Gonja   | Kpalbe    | Almindelig |
| 6 | Sawla-Tun-Kalba | Sawla     | Almindelig |
| 7 | West Gonja      | Damongo   | Kommunal   |